# 氏長者
氏長者（うじのちょうじゃ）は、平安時代以降の氏（うじ）の中の代表者の呼称である。古代日本では氏上（うじのかみ、このかみ）と呼ばれていた。源氏・藤原氏・橘氏・王氏・菅原氏などでみられる。
その氏族の中で最も官位が高い者が朝廷から認められ就任し、氏神を祭祀する氏社、先祖を弔う氏寺・菩提寺の管理権、またその財源を掌握することで氏人を統制した。

## 概要

### 古代〜奈良時代
大化以前の社会には様々な氏族があり、氏上（うじのかみ、このかみ）がこれを統率していた。氏上の初見は『日本書紀』天智天皇3年（664年）2月の「大氏の氏上に大刀を、小氏の氏上に小刀を、伴造等の氏上に干楯弓矢を賜う」という記事であるが、これは私的な存在であった氏上を公的に認めたものと推測される。氏上は地域集団の長として大きな影響力を有していたが、これ以降は天武天皇4年（675年）に氏の部曲（私有民）が廃止され（『日本書紀』）、天平宝字元年（757年）には公事以外で族人を糾合することが禁じられるなど（『続日本紀』）、律令制の中に組み込まれていった。それでも奈良時代においては、氏上の地位は朝廷の認可を必要とするものの氏人の協議により選ばれ、その任期も終身であり、古代の族長的性質を残していた。

### 平安時代以降
氏上は平安時代になると氏長者と名称が変化し、氏族の中で最も官位の高い者が就任するようになった。必然的に氏長者は貴族社会に限定され、氏族集団内部の長というだけでは氏長者になることはできなくなった。また官位の逆転による交代もあり、終身的地位でもなくなった。文献上では伴氏、高階氏、中臣氏、忌部氏、卜部氏、越智氏、和気氏にも氏長者が存在したようであるが、平安後期には多くの氏族が貴族社会に留まることができず没落していった。氏長者のなかでも特に権威と力を持っていたのが、藤氏長者と源氏長者である。氏の解体とともに名目的地位と化したが、家系の高貴さを誇る称号として存続し、前者は摂関家のなかで摂政・関白に任じられた者が兼ね、後者は鎌倉時代に村上源氏の独占となったあと、やがて足利将軍家と村上源氏の久我家などが交代で務め、江戸時代に徳川将軍家が独占して幕末に至った。また菅原氏の長者も長く存続し「北野の長者」と称され、最高位の公卿が交代で務めた。明応5年（1496年）に九条政基が菅原氏の一員である唐橋在数を殺害した事件では、北野の長者であった高辻長直が一門の公卿を率いて政基を告発する申状を朝廷に提出している。なお、平氏には氏長者が存在した記録はない。
南北朝期の北畠親房は『職原抄』に「凡称氏長者、王氏、源氏、藤氏、橘氏有此号」と記している。
このほか、16世紀後期に豊臣氏が新設されるに伴い、豊臣秀吉が豊氏長者となっている。

## 権能
氏長者の権能は、以下の事項である。
- 氏神の祭祀、氏社・氏寺の管理

橘氏の梅宮社、藤原氏の春日社・興福寺など。祭日に奉幣使を立て、別当を補任した。
- 大学別曹の管理

藤原氏の勧学院、橘氏の学館院、王氏の奨学院、和気氏の弘文院など。10世紀の初めに、大学で学ぶ子弟のために諸氏族は学曹という寄宿舎を設立するが、やがて大学寮の付属機関として大学別曹と呼ばれるようになった。勧学院は規模を拡張し、春日社・興福寺関係の事務全般を取り扱った。
- 氏爵の推挙

正六位上の氏人から一人を従五位下に推挙する制度。律令制では五位以上は貴族として多くの特権が認められるため、希望者は氏長者に熱心な働きかけをした。この権限は推挙する者を「是とし定める」ことから是定と呼ばれた。なお橘氏は平安中期に公卿が絶えたため長者と是定が分離し、是定は藤原氏の公卿、多くの場合摂政・関白が就任するようになった。

## 氏長者の辞令（宣旨）
氏長者は、本来は氏人のうちで最高位の官位を有する者が就任するものであるが、保元元年（1156年）に当時の藤氏長者藤原頼長が保元の乱で敗れて謀反人とされ、氏長者の地位を停止された。次の氏長者となるべき頼長の兄の忠通は、謀反人から直接氏長者を引き継ぐわけにはいかず、後白河天皇の宣旨による任命に甘んじることになる。その後の藤氏長者は、摂関家が分裂し、親子間での継承が行われなくなると、長者の交代に際して前任者と後任者の間でトラブルが頻発するようになり、後任者が天皇にその地位の保証を求めるために宣旨を得ることになったのが故実化して、藤氏長者が天皇の宣旨によって任じられる地位になっていった。本来はこれは摂関家の弱体化を明示する屈辱的な事態であったが、その後、逆に天皇の保障を受けた氏長者の地位はむしろ名誉なものとみなされ、源氏長者はついに自ら宣旨による任命を望むに至った。なお宣旨は、上卿の命令を左大史が書きとった形式を持つもので、本来は要するに内部文書・メモ書きであり、これをもとにして正式の叙位・任官のための文書が作成されるのであるが、朝廷の衰退・変質にともなう業務の簡略化で、叙位・任官の当事者に直接交付されるようになったものである。

【「豊臣秀吉公関白宣旨案写」による】
（読み下し）
左中将藤原朝臣慶親伝宣す。権大納言藤原朝臣敦光宣す。勅（みことのり）を奉る（うけたまはる）に、宜しく関白内大臣をして氏長者と為さしむ（なさしむ）べし者（てへり）。
天正十三年七月十一日
修理東大寺大仏長官主殿頭兼左大史小槻宿禰朝芳（奉る（うけたまはる））。
※藤原朝臣慶親：中山慶親、藤原朝臣敦光：柳原敦光、関白内大臣：豊臣秀吉、小槻宿禰󠄀朝芳：壬生朝芳
（大意）
頭中将中山慶親が上卿柳原敦光に伝えた天皇のおことばを、敦光がさらにみなに伝える。「天皇のおことばを承るに『関白豊臣秀吉を氏長者とすべし』との仰せである」。このご命令は、天正13年7月11日、官務壬生朝芳が承ってここに記したものである。